# Curtiss-Wright C-76 Caravan
Curtiss-Wright C-76 Caravan (tovarniška ozanka CW-27) je bilo ameriško dvomotorno propelersko vojaško transportno letalo. C-76 je bil povsem lesene konstrukcije, ker so sprva predvidevali da bo med vojno primanjkovalo aluminija. Prototip in produkcijska letala niso izpolnila pričakovanj zato so celoten program preklicali. 

## Specifikacije
Splošne karakteristike
- Posadka: 1 ali 2
- Število sedežev: 23
- Dolžina: 68,33 ft (20,83 m)
- Razpon kril: 108,17 ft (32,97 m)
- Višina: 27,25 ft (8,31 m)
- Površina kril: 1560,05 ft² (144,93 m²)
- Teža praznega letala: 18262 lb (8301 kg)
- Maks. vzletna teža: 28000 lb (12701 kg)
- Pogon letala: 2 ×  Zvezdasta bencinska motorja Pratt & Whitney R-1830-92 Twin Wasp, 1200 KM (895 kW)  vsak

 Zmogljivost 
- Maks. hitrost: 192 mph (309 km/h)
- Potovalna hitrost: 160 mph (260 km/h)
- Doseg: 750 mi (1207 km)
- Višina leta: 22600 ft (6888 m)